# Stenskär (väst Kökar, Åland)
För andra betydelser, se Stenskär (olika betydelser).
Stenskär är en ö i Åland (Finland). Den ligger i Skärgårdshavet och i kommunen Kökar i landskapet Åland, i den sydvästra delen av landet. Ön ligger omkring 53 kilometer öster om Mariehamn och omkring 230 kilometer väster om Helsingfors.
Öns area är 3,4 hektar och dess största längd är 380 meter i öst-västlig riktning. Ön höjer sig omkring 5 meter över havsytan.